# 谷永
谷 永（こく えい、? - 紀元前8年）は、前漢後期の人物。字は子雲。長安の人。元の名は並であったが、永始3年（紀元前14年）に樊並という人物が反乱した時に谷永と改名した。

## 略歴
父の谷吉は匈奴の郅支単于への使者となった際に殺された。谷永は長安の小吏となり、経書を広く学んだ。建昭年間、御史大夫繁延寿が彼の評判を聞いて属官とし、その後太常丞に推挙され、しばしば上書して政治上の問題を説いた。
建始3年（紀元前30年）、日食と地震が同日にあったため、成帝が直言極諫の士を推挙させた際に挙げられ、その時の上奏が成帝に目をかけられた。
その年、方正に諮問した際、谷永は日食や地震は皇后が寵愛をもっぱらにしていることを指摘した。当時、大将軍王鳳が権力を握っており、災異の原因として王鳳を指弾する者が多かったが、谷永は王鳳に取り入ろうとし、微賎な者や経産婦などを避けずに後宮に入れて子孫繁栄に努力すべきであると説いた。この時の回答は谷永と杜欽が優秀とされ、それらの書を後宮に示し、成帝は谷永の言葉を選んで許皇后への叱責の文にちりばめた。
谷永は光禄大夫に抜擢され、王鳳に対し謝辞を返した。数カ年後、安定太守に遷った。王鳳の弟のうち、王譚が王鳳の後継者と目され、谷永と懇意であった。しかし陽朔3年（紀元前22年）、王鳳は死亡する際に従弟の王音を後継者に指名し、王音が大司馬車騎将軍となり、王譚は城門の兵を指揮することとなった。谷永は王譚に城門の兵を受けないことを勧め、王譚はそれに従った。そのため、王音と王譚の仲が険悪になった。
谷永は王音に脅かされる事を怖れて病気を理由に職を退いたが、王音は彼を営軍司馬、次いで長史とし、その後護苑使者とした。
王音が死亡して成都侯王商が衛将軍となった後、谷永は成帝に対しお忍びや後宮の綱紀粛正、側近の排除を進言して成帝の怒りを買った。成帝は侍御史に逮捕させようとしたが捕まらず、のちに成帝の怒りが解けて太中大夫に任命し、光禄大夫・給事中に遷した。
谷永は元延元年（紀元前12年）に北地太守となった。一年余りして王商が死亡して王根が驃騎将軍になると、谷永を推薦したので、元延4年（紀元前9年）に谷永は大司農になった。しかし翌綏和元年（紀元前8年）、谷永は病気になり、役人が上奏して彼を罷免した。その後、数カ月して家で死亡した。
谷永は経書に広く浅く通じており、天文や『易経』の京房の学説が最も得意であり、災異を述べることが多かった。上奏は40回以上に及び、もっぱら皇帝本人と後宮を指弾した。成帝は、彼が王氏に与していることを知っていたので、それほど信頼されなかった。